# Eric Carruthers
Pour les articles homonymes, voir Carruthers.
Eric Dudley Carruthers (né le 10 novembre 1895 à Agincourt, mort le 19 novembre 1931 à Tidworth) est un joueur britannique de hockey sur glace.

## Famille
Son grand-père, John Carruthers, fut candidat pour le Parti libéral du Canada dans la circonscription de Kingston en 1872 et 1874.
Il est le frère cadet de Colin Carruthers.

## Carrière

### Militaire
Eric Carruthers est diplômé du Kingston Collegiate and Vocational Institute et du Collège militaire royal du Canada.
Il participe à la Première Guerre mondiale dans la Royal Field Artillery. D'abord lieutenant, il atteint le grade de major.
Il meurt après une appendicectomie à l'hôpital militaire de Tidworth.

## Sportive
Eric Carruthers fait partie de l'équipe nationale de Grande-Bretagne qui remporte la médaille de bronze aux Jeux olympiques de 1924 à Chamonix. Alors que les Britanniques sont surclassés par les deux équipes nord-américaines en 1924, ils remportent la médaille de bronze en battant de justesse la Suède grâce à un triplé d'Eric Carruthers. En tout, il marque douze buts pendant le tournoi.
Carruthers revient aux Jeux Olympiques en 1928 à Saint-Moritz. Il marque à nouveau sept buts et devient le meilleur buteur britannique aux Jeux olympiques.
Il participe également au championnat du monde 1930 et au championnat d'Europe 1931.